# Steneryds lövängar
Steneryds lövängar är ett naturreservat i Torhamns socken i Karlskrona kommun i Blekinge län.
Området är skyddat sedan 1964 och omfattar 7 hektar. Det är beläget söder om Jämjö.
Steneryds lövängar består främst av slåtterängar och betesmarker genomkorsade av stengärsgårdar. Området sköts med gamla metoder genom fagning, slåtter och hamling, och karaktäriseras av de hamlade askarna, lindarna och almarna. Bland ängens blommor märks blåsippor, vitsippor, skogsbingel, buskstjärnblomma, Sankt Pers nycklar, gullviva, höskallra samt Adam och Eva. De äldre träden i området är boträd åt starar, skogsduvor och kattugglor.
Naturreservatet ingår i EU:s ekologiska nätverk, Natura 2000.